# Sydlig platticka
Sydlig platticka (Ganoderma australe) är en svampart som först beskrevs av Elias Fries, och fick sitt nu gällande namn av Narcisse Theophile Patouillard 1890. Sydlig platticka ingår i släktet Ganoderma och familjen Ganodermataceae.  Arten är reproducerande i Sverige. Inga underarter finns listade i Catalogue of Life.